# Gastonia (dinoszaurusz)
A Gastonia a polacanthina ankylosaurida dinoszauruszok egyik neme, amely a kora kréta korban, körülbelül 125 millió évvel ezelőtt élt Észak-Amerika területén. A Polacanthus közeli rokonságába tartozott, és hozzá hasonlóan keresztcsonti pajzsot viselt, de emellett nagy válltüskékkel is rendelkezett. Ez az első polacanthina dinoszaurusz, melynek felállított csontvázát, a Gargoyleosauruséval együtt kiállították a Denveri Természet és Tudomány Múzeumában (Denver Museum of Nature and Science). Ugyanazon a lelőhelyen fedezték fel, ahol a legnagyobb dromaeosauridára, a Utahraptorra is rátaláltak.

## Felfedezés és fajok

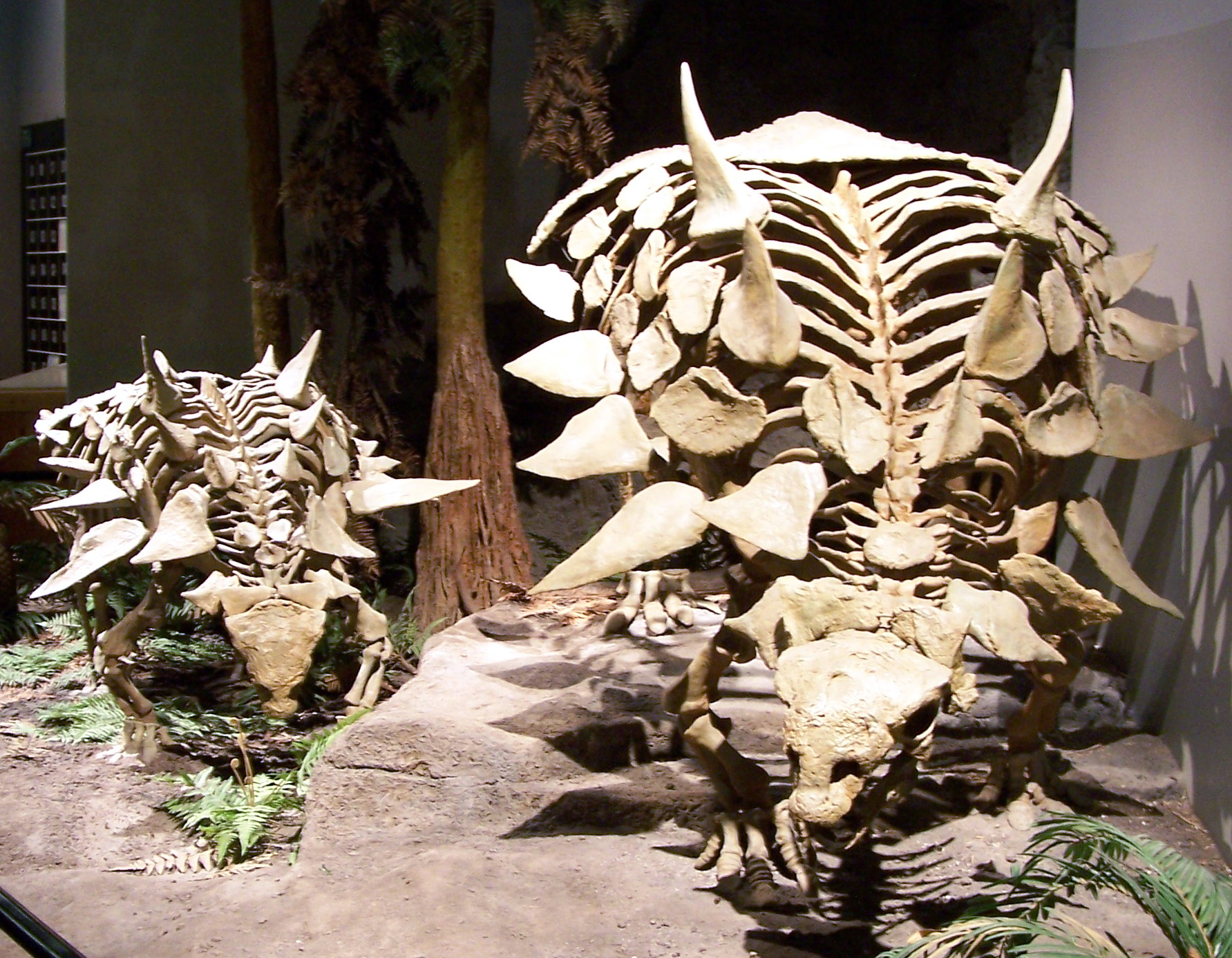
A Gastonia csontváza az Ősi Élet Észak-amerikai Múzeumában (North American Museum of Ancient Life)

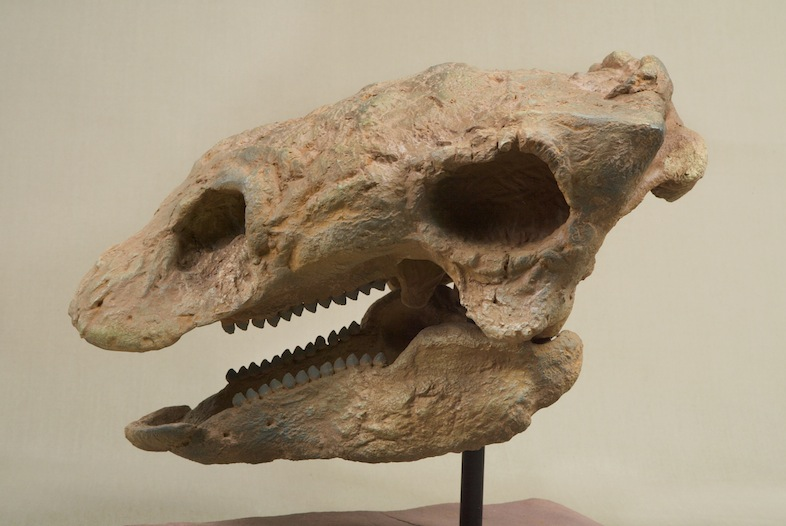
A Gastonia koponyája

A James Kirkland által 1998-ban, a Utah állambeli Grand megyében felfedezett leletanyag alapján elnevezett Gastoniához tartozóan jóval több fosszíliát találtak, mint amennyi más polacanthina ankylosaurusok esetében előkerült. Sajnos az egyetlen csontmederből származó, széttagolt leletanyag mennyisége problémát jelent, ugyanis nehéz eldönteni, hogy a Gastonia valójában hány tüskével rendelkezett. A Gastonia neve a nem felfedezőjére, Robert Gastonra utal.
A típusfaj, a G. burgei a Cedar Mountain-formáció (Yellow Cat-tagozatának) 126 millió éves kőzeteiből került elő.

## Popkulturális hatás
- A Gastonia szerepel a Robert T. Bakker által írt, egy nőstény Utahraptor életéről szóló Raptor Red című regény egyik fejezetében. Bakker leírta hogyan próbált (sikertelenül) védekezni egy fiatal Gastonia egy Acrocanthosaurus támadásával szemben. A mű egy későbbi részében egy hím Gastonia bukkan fel egy párviadal során, melynél a küzdő felek néha felfedik páncélozatlan hasukat, a vesztes pedig egy sekély sáros medencében pusztul el. Ez a viselkedés a modern állatokról szerzett tudásra épülő spekuláció és nem a fosszilis bizonyítékokon alapul.[2]
- A Gastonia látható a Dinoszaurusz titkok című dokumentumfilm-sorozat egyik részében, amelyben a Utahraptorral harcol.

## Fordítás
- Ez a szócikk részben vagy egészben a Gastonia (dinosaur) című angol Wikipédia-szócikk ezen változatának fordításán alapul.  Az eredeti cikk szerkesztőit annak laptörténete sorolja fel. Ez a jelzés csupán a megfogalmazás eredetét és a szerzői jogokat jelzi, nem szolgál a cikkben szereplő információk forrásmegjelöléseként.